# Styrax confusus
Styrax confusus är en storaxväxtart som beskrevs av William Botting Hemsley. Styrax confusus ingår i släktet Styrax och familjen storaxväxter.

## Underarter
Arten delas in i följande underarter:
- S. c. microphyllus
- S. c. superbus